# Kendrick Lamar
Kendrick Lamar Duckworth (ur. 17 czerwca 1987 w Compton) – amerykański raper.
Został szerzej zauważony po wydaniu mixtape'u pt. Overly Dedicated. W 2011 wydał niezależny album pt. Section.80, który był dostępny wyłącznie na iTunes. Płyta okazała się sukcesem, stając się jednym z najlepszych wydań cyfrowych w hip-hopie w tamtym czasie. Łącznie sprzedał na świecie ponad 7 mln płyt w tym 4,5 mln w Stanach Zjednoczonych. Jego trzy albumy były notowane na pierwszym miejscu listy Billboard 200. Za utwór „Humble.” odebrał certyfikat siedmiokrotnie platynowej płyty za sprzedaż w USA, gdzie piosenka dotarła do pierwszego miejsca listy przebojów Hot 100.
W trakcie kariery zawodowej współpracował z muzykami, takimi jak m.in.: Taylor Swift, Snoop Dogg, Dr. Dre, Travis Scott, Wiz Khalifa, Rihanna, Beyoncé, Game, Drake, A$AP Rocky, Tech N9ne, Future, Metro Boomin, Eminem, 50 Cent czy Kanye West.
W 2018 roku został pierwszym raperem nagrodzonym Nagrodą Pulitzera w dziedzinie muzyki.

## Życiorys
Urodził się w 1987 w Compton w stanie Kalifornia, gdzie spędził dzieciństwo. W wieku ośmiu lat był świadkiem nagrywania teledysku do utworu "California Love" Tupaca Shakura i Dr. Dre.
W 2003 wydał pod pseudonimem K. Dot swój pierwszy mixtape pt. Youngest Head Nigga In Charge. Dwa lata później wydał kolejny mixtape pt. Training Day, na którym znalazło się 26 utworów. Gościnnie wystąpił w teledysku powstałym do utworu Jay Rocka "All My Life (In the Ghetto)". Został zauważony przez Lil Wayne'a i w 2009 wydał trzeci mixtape pt. C4, którym zapowiadał album pt. Tha Carter III. Wkrótce potem zmienił pseudonim artystyczny na Kendrick Lamar. Pod koniec 2009 wydał minialbum pt. Kendrick Lamar EP.
W 2010 wspólnie z Tech N9ne i Jay Rockiem wystąpił na trasie koncertowej The Independent Grind. 23 września wydał mixtape pt. O(verly) D(edicated), który został ciepło przyjęty przez krytyków. Również w 2010 otrzymał propozycję kontraktu płytowego od Aftermath Entertainment, do której dołączył oficjalnie w 2012.
Na początku 2011 znalazł się na okładce magazynu „XXL”. 2 lipca 2011 wydał swój pierwszy, solowy album pt. Section.80, który został ciepło przyjęty przez krytyków i zadebiutował na 114. miejscu notowania Billboard 200. Pierwszym promocyjnym singlem został utwór "HiiiPower", którego producentem był J. Cole, a drugim – "Ronald Reagan Era". Album sprzedał się słabo, bo tylko w 10 tys. egzemplarzach.
Na początku 2012 poinformował, że pracuje nad kolejnym solowym albumem pt. Good Kid, M.A.A.D City. 3 kwietnia 2012 wydał singel "The Recipe", w którym gościnnie zaśpiewał Dr. Dre, jednocześnie współproducent utworu (wraz z muzykami, takimi jak Just Blaze, Pharrell Williams, Hit-Boy, Scoop DeVille, Jack Splash czy T-Minus). Album pt. Good Kid, M.A.A.D City ukazał się 22 października 2012 nakładem Top Dawg oraz Interscope i został entuzjastycznie przyjęty przez prasę muzyczną, osiągając w serwisie Metacritic sumaryczną notę 91/100. Krytycy, podobnie jak fani, szczególnie docenili fabularny charakter płyty, której przebieg przypomina realizację scenariusza pełnometrażowej produkcji kinowej. Sam artysta zwrócił uwagę na ten aspekt albumu jego podtytułem: A short film by Kendrick Lamar. Płyta zadebiutowała na drugim miejscu listy Billboardu, rozchodząc się w pierwszym tygodniu sprzedaży w nakładzie 242 tys. egzemplarzy. W tym samym czasie tylko w serwisie Spotify odsłuchono ją 2,8 mln razy, co było drugim najlepszym wynikiem 2012. Lamar zadebiutował również na 16. miejscu brytyjskiej listy UK Albums Chart. Według agencji Nielsen SoundScan, do listopada 2013 album tylko w Stanach Zjednoczonych rozszedł się w ponad milionie kopii, osiągając status platynowej płyty.
23 marca 2015 wydał kolejny album pt. To Pimp a Butterfly, który promował trzema singlami: "i", "The Blacker The Berry" oraz "King Kunta". Za album odebrał nagrodę Grammy w kategorii Najlepszy album – rap i był nominowany w kategorii Album roku. Przez wielu krytyków została uznana najlepszą płytą hip-hopową i najlepszą płytą 2015. Album zadebiutował na pierwszym miejscu listy „Billboardu”, rozchodząc się w pierwszym tygodniu sprzedaży w nakładzie 324 tys. egzemplarzy. W tym samym czasie tylko w serwisie Spotify odsłuchono ją 9,6 mln razy, co było najlepszym wynikiem 2015. Lamar zadebiutował również na 1. miejscu brytyjskiej listy UK Albums Chart. Do końca 2017 album rozszedł się na świecie w ponad miliona kopii oraz ponownie osiągnął status platynowej płyty w Ameryce. Płyta zdobyła też status złotej płyty w Wielkiej Brytanii, Austrii oraz Danii.
23 marca 2017 wydał singiel promocyjny "The Heart Part 4". Tydzień później, wydał główny singiel "HUMBLE.", do którego zrealizował teledysk. 11 kwietnia ogłosił, że jego nowy album będzie nosił tytuł DAMN. i zawierać będzie utwory nagrane z gościnnym udziałem Rihanny, Zacari oraz U2. Album został wydany 14 kwietnia 2017 i zdobył przychylne recenzje wśród krytyków. Album został uznany przez magazyn Rolling Stone za "kombinację old-schoolu i następnego poziomu". Album zajął pierwsze miejsce na liście Billboard 200, a pochodzący z płyty singiel "HUMBLE." dotarł na szczyt listy Billboard Hot 100. 4 maja 2017, Damn zostało uhonorowane platynową płytą przez RIAA. W grudniu 2017 Lamar wydał kolekcjonerską wersję albumu pt. DAMN..
Wraz z fundatorem Top Dawg Entertainment Anthonym Tiffithem, Lamar wyprodukował ścieżkę dźwiękową dla filmu Czarna Pantera (2018). W styczniu 2018 wydał pochodzący z filmu singiel "All the Stars", który nagrał z SZĄ. Niedługo potem premierę miał utwór "King's Dead", w którym zaśpiewał gościnnie. Trzeci singiel, "Pray for Me", w wykonaniu Lamara i The Weeknd, został wydany w lutym 2018, przed wydaniem całego albumu 9 lutego 2018. Również w 2018 Lamar otworzył 60. galę rozdania nagród Grammy, a podczas wydarzenia zaprezentował wiązankę utworów: "XXX", "LUST", "DNA", "HUMBLE", "King's Dead" i "New Freezer" autorstwa Rich the Kid. Został nominowany do siedmiu nagród, w tym Albumu roku i Najlepszego albumu – rap (za DAMN), a także Nagrania roku, Najlepszego utworu – rap i Najlepszego teledysku (za "HUMBLE") i Najlepszego występu – rap, jak też dwukrotnie do Najlepszego występu rapowanego/śpiewanego (za "HUMBLE" i "LOYALTY" z Rihanną). Ostatecznie odebrał nagrody, zwyciężając w kategoriach: Najlepszy album – rap (za DAMN), Najlepszy występ rapowany/śpiewany, Najlepszy utwór – rap i Najlepszy teledysk.
W 2024 roku eskalował beef Lamara i Drake'a. W jego trakcie Lamar zarzucił Drake'owi m.in. pedofilię i posiadanie nieślubnego dziecka. W ramach konfliktu wydał dissujące rapera utwory "Euphoria", "Meet the Grahams" oraz "Not Like Us". Większość mediów uznała Lamara za zwycięzcę sporu. 22 listopada 2024 roku niezapowiedzianie wydał swój nowy album, zatytułowany GNX.

## Dyskografia
Albumy studyjne
- Section.80 (2011)
- Good Kid, m.A.A.d City (2012)
- To Pimp a Butterfly (2015)
- Damn. (2017)
- Mr. Morale & the Big Steppers (2022)
- GNX (2024)

Kompilacje
- untitled unmastered. (2016)

## Trasy koncertowe
Solowe
- Section.80 Tour (2011)[46]
- Good Kid, M.A.A.D City World Tour (2013)[47]
- Kunta Groove Sessions Tour (2015)[48]
- The Damn Tour (2017–18)[49]
- The Championship Tour (oraz Top Dawg Entertainment) (2018)[50]
- The Big Steppers Tour (2022)

Gościnnie
- Kanye West – The Yeezus Tour (2013–14)[51]
- Drake – Club Paradise Tour(inne języki) (2012)